# Miss Earth 2001
| Data:                | 28 października 2001                  |
| Kraj:                | Filipiny                              |
| Miasto:              | Quezon City                           |
| Gala finałowa:       | University of the Philippines Theater |
| Liczba uczestniczek: | 42                                    |
| Zwyciężczyni:        | Catharina Svensson Dania              |
| Poprzedniczka:       | -                                     |
| Następczyni:         | Winfred Omwakwe Kenia                 |
| -------------------- | ------------------------------------- |

Miss Earth 2001 – 1. edycja konkursu piękności poruszającego problematykę ochrony środowiska. Gala finałowa miała miejsce 28 października 2001 roku w University of the Philippines Theater, w Quezon City na Filipinach. W konkursie wzięły udział 42 uczestniczki z różnych zakątków świata. Konkurs wygrała 19-letnia wówczas Catharina Svensson, która reprezentowała Danię.

## Rezultat finałowy
| Wyniki finału                | Uczestniczka |
| ---------------------------- | --- |
| Miss Earth 2001              | - Dania - Catharina Svensson |
| Miss Powietrza (1. wicemiss) | - Brazylia - Simone Régis |
| Miss Wody (2. wicemiss)      | - Kazachstan - Margarita Kravtsova |
| Miss Ognia (3. wicemiss)     | - Argentyna - Daniela Stucan |
| Półfinalistki                | - Boliwia - Catherine Villarroel - Estonia - Evelyn Mikömagi - Filipiny - Carlene Ang Aguilar - Indie - Shamita Singha - Łotwa - Jelena Keirane - Stany Zjednoczone - Abigail Royce |

## Nagrody specjalne
| Nagroda Specjalna                 | Uczestniczka                     |
| --------------------------------- | -------------------------------- |
| Miss Fotogeniczności              | Argentyna - Daniela Stucan       |
| Najlepszy Kostium Narodowy        | Indie - Shamita Singha           |
| Miss Przyjaźni                    | Japonia - Misuzu Hirayama        |
| Miss Talentu                      | Łotwa - Jelena Keirane           |
| Najładniejsza w stroju kąpielowym | Kazachstan - Margarita Kravtsova |
| Najładniejsza w sukni wieczorowej | Filipiny - Carlene Aguilar       |

## Uczestniczki
- Argentyna - Daniela Stucan
- Australia - Christy Anderson
- Boliwia - Catherine Villarroel
- Brazylia - Simone Régis
- Chorwacja - Ivana Galesic
- Dania - Catharina Svensson
- Dominikana - Catherine Núñez
- Estonia - Evelyn Mikömagi
- Etiopia - Nardos Tiluhan Wondemu
- Filipiny - Carlene Aguilar
- Finlandia - Martina  Kortelampi
- Gibraltar - Charlene Ann Figueras
- Gwatemala - Carmina Elizabeth Paz Hernández
- Hiszpania - Noemi Caldas Ortiz
- Holandia - Jamie-Lee Huisman
- Indie - Shamita Singha
- Japonia - Misuzu Hirayama
- Kanada - Michelle Carrie Lillian Weswaldi
- Kazachstan - Margarita Kravtsova
- Kenia - Aqua Bonsu
- Kolumbia - Natalia Botero Argote

- Liban - Adelle Raymond Boustany
- Łotwa - Jelena Keirane
- Malezja - Joey Tan Eng Li
- Nikaragua - Karla José Leclair Monzón
- Nowa Zelandia - Abbey Flynn
- Panama - Aliana Khan
- Peru - Paola Barreda Benavides
- Portoryko - Amaricelys Reyes Guzmán
- Południowa Afryka - Inecke van der Westhuizen
- Rosja - Victoriya Bonnya
- Salwador - Grace Marie Zabaneh Menéndez
- Singapur - Calista Ng Poh Li
- Stany Zjednoczone - Abigail Royce
- Tajlandia - Victoria Wachholz
- Tajwan - Hsiu Chao-Yun
- Tanzania - Hilda Bukozo
- Turcja - Gozde Bahadir
- Wenezuela - Lirigmel Gabriela Ramos Salazar
- Węgry - Krisztina Kovacs
- Włochy - Monica Rosetti
- Zanzibar - Sheena Fatma Nanty